# Девушка в камине
«Девушка в камине» (англ. The Girl in the Fireplace) — серия британского научно-фантастического телесериалa «Доктор Кто». Впервые была показана 6 мая 2006 года. Актриса София Майлс появляется в роли исторической личности Маркизы де Помпадур.
Серия была номинирована на премию «Небьюла» и получила премию «Хьюго» (2007) в номинации «Лучшая постановка, малая форма».

## Сюжет
ТАРДИС прибывает на заброшенный звездолёт. Доктор, Роза и Микки с удивлением обнаруживают на борту французский камин XVIII века. Посмотрев сквозь камин, Доктор замечает маленькую девочку. Заговорив с ней, он узнаёт, что зовут её Ренет и живёт она в Париже в 1727 году. Оказывается, этот камин является окном во времени. Пройдя через камин, Доктор попадает в спальню Ренет. Для неё прошло уже несколько недель, а для него — всего несколько секунд. Обследовав комнату, он обнаруживает ужасного тикающего гуманоида под кроватью девочки. Доктор заставляет существо перейти с ним на корабль, и выясняется, что это андроид, состоящий из прекрасно сделанных механизмов наподобие часовых. Вернувшись в спальню, Доктор обнаруживает, что Ренет уже повзрослела. Она его помнит и любит, а её обаяние и ум импонируют Доктору, они целуются. Она убегает, услышав зов «Мадемуазель Пуассон!», и Доктор понимает, что это Жанна-Антуанетта Пуассон, впоследствии известная как Маркиза де Помпадур, любовница короля Франции.
На звездолёте Доктор и его спутники обнаруживают ещё несколько окон во времени, каждое из которых ведёт в различные периоды жизни Маркизы. В одном из окон Доктор видит ещё одного тикающего андроида, по-видимому, угрожающего ей. Пройдя через окно, он защищает девушку. Андроид объясняет, что звездолёт был повреждён во время ионной бури, а он сам — один из ремонтных механизмов. Для полного ремонта корабля не хватало запчастей, поэтому они убили всех членов экипажа и использовали вместо деталей их органы. Но для полной функциональности корабля им нужен мозг Ренет, потому что, по словам андроида, «они одинаковы». Доктор пытается разобраться, что это может означать, и исследует её память (в то же время и Ренет получает доступ к его воспоминаниям и узнаёт, кто он). Слишком буквальные механизмы считают, что именно в возрасте 37 лет её мозг будет совместим с 37-летними системами корабля. Они добрались до нужного столетия и теперь ищут «методом тыка».
Обнаружив нужное время, андроиды телепортируются в Версаль и готовятся обезглавить Маркизу. Доктор врывается в зал сквозь зеркало. Окно времени разрушено, Доктор и андроиды застряли в 1758 году без возможности вернуться. Андроиды понимают, что их миссия провалилась, и отключаются. Однако Ренет сообщает, что, в надежде на возвращение Доктора, она велела перевезти в Версаль камин из своей прежней спальни. Доктор советует ей выбрать созвездие, планируя пройти через камин и сразу вернуться за ней. Но по возвращении он обнаруживает пустой дворец — Ренет умерла, с момента его ухода прошло шесть лет. Людовик передаёт ему её прощальное письмо. Доктор возвращается в одиночестве, окно во времени закрывается навсегда. ТАРДИС стартует с безжизненного корабля, и зритель впервые видит его название — «SS Madame de Pompadour».

## Дополнительная информация
- В этой серии не присутствует ни единого упоминания о Торчвуде, что является редкостью для сезона. По словам Стивена Моффата, он не сделал этого только потому, что Расселл Ти Дейвис не попросил его[4].
- В комментариях к эпизоду Стивен Моффат рассказал, что когда сценарий истории был уже дописан, он ещё не читал окончание предыдущей серии. Из-за этого сюжетная линия между Микки и обидевшейся на него Розой была стёрта[4].
- После прочтения мыслей Доктора Ренет произносит фразу «Доктор кто?», являющейся отсылкой как и к названию сериала, так и к загадочной тайне настоящего имени Доктора. К тому же она уточняет, что имя «гораздо больше, чем просто секрет». Стивен Моффат пояснил, что, в его понимании, Доктор не говорит своим спутникам настоящего имени из-за того, что это «страшная тайна»[4].
- Вернувшийся с бала Доктор, вальсируя, поёт знаменитую песню «I Could Have Danced All Night» из мюзикла «Моя прекрасная леди».
- Находясь на корабле, Доктор говорит идущей за ним лошади «Ты перестанешь преследовать меня? Я не твоя мама!», что является отсылкой к эпизоду «Пустой ребёнок».

## Критика
Серия получила множество положительных рецензий. Журналист журнала «BlogCritics Magazine» высоко оценил серию, особенно отмечая «честный и пылкий» диалог между Ренет и Доктором. Остальные журналисты также согласились с тем, что история была потрясающей, но тем не менее она не предназначена для телевизионных рамок в 42 минуты.
В общей сложности серия собрала 7,9 миллионов зрителей, тем самым став тринадцатой самой популярной программой недели. Серия была номинирована на премию «Небьюла» и получила премию «Хьюго» (2007) в номинации «Лучшая постановка, малая форма».
В 413 номере журнала «Doctor Who Magazine» эпизод получил 11 место в рейтинге «200 лучших эпизодов» (начиная с «Неземного дитя» и заканчивая «Планетой мёртвых»).